# Greta Kildišienė
Greta Kildišienė (geb. Mikalauskaitė; * 6. März 1985 in Panevėžys) ist eine litauische ehemalige Politikerin, von 2016 bis 2017 Seimas-Mitglied.

## Leben
Greta Mikalauskaitė absolvierte die Klasse eines Saiteninstruments (kanklės) an der Musikschule in Panevėžys. Nach dem Abitur 2003 an der „Šaltinio“-Mittelschule Panevėžys studierte sie und danach emigrierte nach Vereinigtes Königreich. Wegen ihrer Straftat in der Arbeitsstelle gab es ein Ermittlungsverfahren im Jahr 2006.
2008 begann sie das Fernstudium am Kolleg Utena. Im Herbst 2014 lernte sie Ramūnas Karbauskis beim Fusstour in Oberlitauen kennen und wurde Parteiaktivistin. Sie wurde LVŽS-Listenkandidatin in der Stadtgemeinde Panevėžys bei Kommunalwahlen in Litauen 2015. Kildišienė arbeitete als Gehilfin des EU-Parlamentsmitglieds Bronis Ropė.
Von November 2016 bis Januar 2017 war sie Seimas-Mitglied. Sie trat vom litauischen Parlament wegen der indirekten Skandal-Miete des Automobils Range Rover über ihre Mutter vom Agrokoncernas (Inhaber war Parteileader Ramūnas Karbauskis) zurück. 2017 absolvierte sie das Studium der Kleidungstechnologie und Business am Kolleg Vilnius.
Kildišienė ist Mitglied der Partei Bund der Bauern und Grünen.

## Familie
Greta Kildišienė hat zwei Brüder. Alle drei Kinder wurden von der Mutter, einer Kindergarten-Mitarbeiterin, aufgezogen.
Kildišienė ist seit Dezember 2013 geschieden. Ihr Ehemann war der Unternehmer Tomas Kildišas. Sie haben eine Tochter.